# 言偃

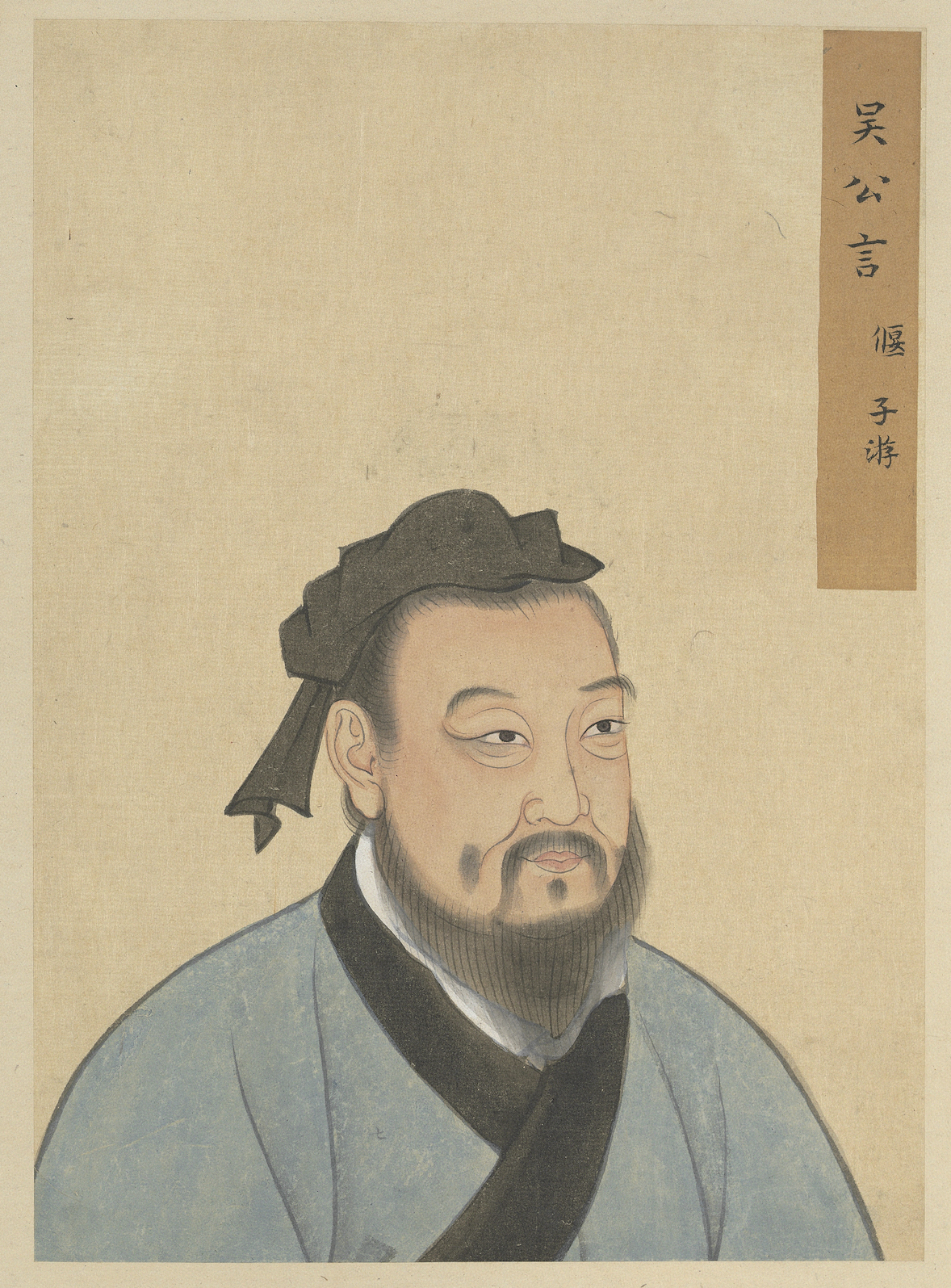
言偃像（國立故宮博物院藏）。

言偃（前506年—前443年），字子游，亦稱言游，又稱叔氏，春秋末吳國（籍贯在今江苏省苏州市常熟市）人，尊称言子。
子游少孔子四十五歲，和子夏同列孔門十哲的文學科，且精通禮樂，能行禮樂之教。曾任魯國武城宰，用禮樂教育士民，境內到處有弦歌之聲，孔子對此表示讚賞。子游是孔子七十二弟子中唯一南方人，後學成南歸，道啟東南，被譽為“南方夫子”。

## 論語中之子游
《論語·陽貨》：子之武城，聞弦歌聲。夫子莞爾而笑曰：「割雞焉用牛刀。」子游對曰：「昔者偃也聞諸夫子曰：君子學道則愛人，小人學道則易使也。」子曰：「二三子，偃之言是也。前言戲之耳。」（陽貨）孔子的說法一方面是惋惜子游大材小用，一方面是對子游能行禮樂表示欣慰。
《論語·為政》：子游問孝。子曰：「今之孝者，是謂能養，至於犬馬，皆能有養；不敬，何以別乎？」語譯：子游向孔子請問孝道。孔子回答說：「現在一般所謂的孝順父母，認為只要做到養活父母，就算是盡孝了。如此說來，人飼養犬馬等動物時，也一樣供給牠們食物，如果不以恭敬之心侍奉父母，那和養動物又有何區別呢？」
孔子論孝重在一個「敬」字，養而能敬，才算合了孝的內外之道於一體。

## 「大同」說
對中國政治文化有深遠影響的「大同」說，即源於《禮記 禮運》中孔子與子游的一段對話，後世稱為《禮運大同篇》。新儒家宗師熊十力在其著作《原儒》、《乾坤衍》中據此認為子游獨得孔子政治哲學的真傳。

## 歷代追封
- 唐開元，封「吳侯」。
- 宋真宗加封為「丹陽公」。
- 宋度宗又進封為「吳公」。
- 明世宗嘉靖年間，改稱「先賢言子」。

## 參看
- 儒家
- 儒教（孔教）
- 孔子
- 言子墓

1. ↑  論語·陽貨:17.4